# Weissenborn

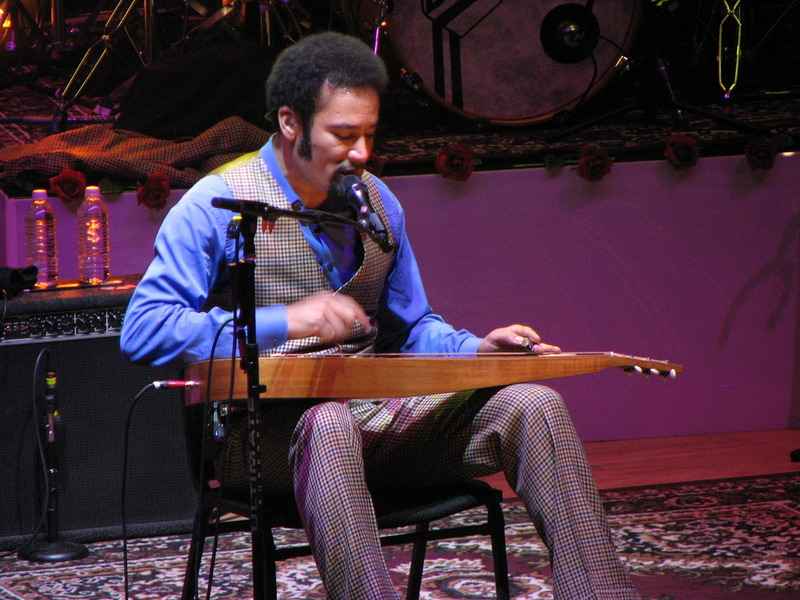
Ben Harper tocando una Weissenborn

Weissenborn es una guitarra hawaiiana estilo "lap steel", hecha enteramente de madera y con mástil hueco. Estas guitarras fueron fabricadas a principios del siglo XX por Hermann C. Weissenborn, un lutier alemán emigrado a California, que perfeccionó los diseños que otro coetáneo suyo (Chris J. Knutsen) desarrolló en el mismo período.
Como instrumento fue alcanzó popularidad a principios del siglo XX, hasta la aparición de las «guitarras resonadoras» (y posteriormente las eléctricas). Finalmente, Hermann Weissenborn, tras haber logrado crear un próspero negocio, falleció rodeado de deudas y debiendo varios meses de alquiler de su taller.
A día de hoy, el «Weissenborn» vive una auténtica resurrección gracias a artistas como Ben Harper, John Butler, Charlie Cepeda o Xavier Rudd y de las nuevas reproducciones y copias de las grabaciones originales .

## Artistas
- Ben Harper
- Xavier Rudd
- John Butler
- Charlie Cepeda